# La Pelletier
La Pelletier, var en fransk spåkvinna. Hon var en av de åtalade i den berömda giftmordsaffären.
Hon var spåkvinna och affärskollega till Catherine Montvoisin. Hon angavs av Voisin som tillverkare av gifter i sin verksamhet som örtkännare. Hon tillverkade kärleksdrycker. Marguerite Montvoisin uppgav att hon medverkat i abbé Guibourgs svarta mässor. 
Hon tillhörde de som fängslades på livstid genom ett lettre de cachet. 